# Conus rouxi
Espèce
Conus rouxi est une espèce de mollusques gastéropodes marins de la famille des Conidae.
Comme toutes les espèces du genre Conus, ces escargots sont prédateurs et venimeux. Ils sont capables de « piquer » les humains et doivent donc être manipulés avec précaution, voire pas du tout.

## Description
La taille de la coquille varie entre 32 mm et 53 mm.

## Distribution
Cette espèce marine au large du nord-ouest de l'Australie.

## Taxonomie

### Publication originale
L'espèce Conus rouxi a été décrite pour la première fois en 2013 par les malacologistes Éric Monnier (d), Loíc Limpalaër et Alain Robin dans « Xenophora Taxonomy »,.

### Synonymes
- Conus (Pionoconus) rouxi (Monnier, Limpalaër & Robin, 2013) · appellation alternative
- Pionoconus rouxi Monnier, Limpalaër & Robin, 2013 · non accepté (combinaison originale)